# Krivoporozjsaia kraftverk
Krivoporozjsaia kraftverk (ryska: Кривопорожская ГЭС) är ett ryskt vattenkraftverk i floden Kem i Karelen, Ryssland.
Bygget startade 1974 och kraftverket invigdes 1990. Det ägs och drivs av det ryska energiföretaget TGK-1, ett dotterbolag till Kolskenergo (Kola energi). 
Krivoporozjsaia kraftverk utnyttjar ett fall på 26 meter i älven. Det har fyra kaplanturbiner med en installerad effekt av totalt 180 MW.